# Ghita Nørby
Ghita Nørby, född 11 januari 1935 i Köpenhamn, är en dansk skådespelare som även har varit mycket verksam i Sverige.
Nørby är utbildad vid Det Kongelige Teaters elevskola åren 1954–1956. Nørby spelade rollen som Ingeborg Skjern i den danska succéserien Matador 1978–1982.  
Hon belönades med en Guldbagge för bästa kvinnliga biroll i Fyra veckor i juni och har mottagit det danska Bodilpriset fem gånger, år 2012 en Æres-Bodil.
Ghita Nørby är dotter till operasångaren Einar Nørby (1896–1983) och pianisten Guldborg Laursen (1903–2002). Åren 1963–1969 var Nørby gift med Dario Campeotto med vilken hon fick en son.

## Filmografi i urval
- 1956 – Ung lek
- 1961 – Amor på villovägar
- 1962 – Den kära familjen
- 1970 – Sangen om den röde rubin (baserad på Agnar Mykles roman Sången om den röda rubinen)
- 1971 – Ballade på Christianshavn
- 1978–1982 – Matador (TV-serie)
- 1980 – Elva timmar i en kvinnas liv
- 1987 – Hipp hurra!
- 1987 – Babettes gästabud
- 1988 – Vid vägen
- 1991 – Freud flyttar hemifrån...
- 1991 – Den goda viljan (TV-serie)
- 1994 – Riket (TV)
- 1995 – Pensionat Oskar
- 1996 – Hamsun
- 2000 – Mordkommissionen (TV)
- 2001 – En kort, en lång
- 2004–2006 – Örnen (TV-serie)
- 2005 – Fyra veckor i juni
- 2006 – Wellkåmm to Verona
- 2007 – O' Horten
- 2008 – Gud, lukt och henne
- 2008 – Maria Larssons eviga ögonblick
- 2009 – Original
- 2011 – Människor i solen
- 2015 – Våga älska
- 2019 – Home for Christmas (TV-serie)

## Teater

### Roller (ej komplett)
| År   | Roll                  | Produktion                           | Regi                  | Teater                          |
| ---- | --------------------- | ------------------------------------ | --------------------- | ------------------------------- |
| 1980 | Fedra                 | Til Fedra Per Olov Enquist           | Lone Bastholm         | Det Kongelige Teater, Köpenhamn |
| 1981 | Johanne Luise Heiberg | Fra regnormenes liv Per Olov Enquist | Klaus Hoffmeyer       | Det Kongelige Teater, Köpenhamn |
| 1986 | Elisabet I            | Maria Stuart Per Olov Enquist        | Johan Bergenstråhle   | Det Kongelige Teater            |
| 1992 | Alice                 | Dødsdansen August Strindberg         | Staffan Valdemar Holm | Privat Teatret, Köpenhamn       |
| 2000 | Masja                 | Søstrene Per Olov Enquist            | Peter Langdal         | Betty Nansen Teatret            |

## Utmärkelser
- Henkelpriset,  1971[3]
- Teaterpokalen,  1973[4]
- Tagea Brandts rejselegat for kvinder,  1974
- Bodilpriset för bästa kvinnliga huvudroll, för Den korte sommer,  1976[5]
- Bodilpriset för bästa kvinnliga biroll, för Pengene eller livet,  1982[6]
- Robert för bästa kvinnliga huvudroll, för Dansen med Regitze,  1990
- Bodilpriset för bästa kvinnliga huvudroll, för Dansen med Regitze,  1990[7]
- Europeiska filmpriset för bästa kvinnliga biroll, för Freud flyttar hemifrån...,  1992[8]
- Robert för bästa kvinnliga huvudroll, för Freud flyttar hemifrån...,  1992
- Bodilpriset för bästa kvinnliga huvudroll, för Freud flyttar hemifrån...,  1992[9]
- Robert för bästa kvinnliga biroll, för Sofie,  1993
- Nielspriset,  1995[10]
- Kommendör av Dannebrogorden,  3 december 1996[11]
- Modersmålspriset,  1998[12]
- H.C. Andersen-priset,  2000[13]
- Årets hedershantverkare,  2003[14]
- Robert för bästa kvinnliga biroll, för Arvet,  2004
- Ingenio et arti,  16 april 2006[12][15]
- Rødekro Kulturpris,  2009[16]
- Nordens språkpris,  2012
- Heders-Bodilpris,  2012[17]
- Heders-Robert,  2013[18]
- Karl Mantzius Prisen,  2016[19]

[Redigera Wikidata]